# 阿雷诺波利斯
阿雷诺波利斯是巴西戈亚斯州的一个市镇。总面积1074.591平方公里，总人口3890人，人口密度3.6人/平方公里。